# Metodo della matrice sparsa
Il metodo della matrice sparsa o metodo completo è un metodo di analisi per la soluzione dei circuiti,
e consiste nella scrittura esplicita delle leggi di Kirchoff e delle relazioni costitutive necessarie e sufficienti a descrivere il circuito.

## Il metodo
Si consideri un circuito il cui grafo sia composto da n nodi e l lati e se ne descriva il funzionamento considerando gli n-1 potenziali di nodo indipendenti (assumendo uguale a 0 il potenziale di un nodo scelto come riferimento, comunemente chiamato massa), le l tensioni di lato  e le l correnti di lato. Si hanno quindi 2l + n - 1 variabili incognite. 
Per trovare il valore di queste incognite si dovranno scrivere altrettante equazioni indipendenti. 
Le leggi di Kirchhoff delle correnti (n-1 equazioni), quelle delle
tensioni (l-n+1 equazioni) e le relazioni costitutive dei componenti
(l equazioni) permettono, se indipendenti, di risolvere il problema.
L'indipendenza delle equazioni, nel caso lineare, è assicurata se non
sono presenti maglie di 
generatori indipendenti di tensione o 
insiemi di taglio di 
generatori indipendenti di corrente.
Il metodo può essere definito in modo formale se si introduce la matrice di connessione A del circuito, i vettori v delle tensioni di lato, i delle correnti di lato e e dei potenziali di nodo , e si scrivono le relazioni costitutive nella forma matriciale {\displaystyle Mv+Ni=U_{s}}. Assemblando le 2l + n - 1 equazioni in un'unica equazione in forma matriciale, si ha:
{\displaystyle {\begin{bmatrix}A&0&0\\0&1_{l}&-A^{T}\\N&M&0\end{bmatrix}}{\begin{bmatrix}i\\v\\e\end{bmatrix}}={\begin{bmatrix}0\\0\\U_{s}\end{bmatrix}}}
La matrice a blocchi così ottenuta ha numerosi elementi nulli ed è quindi una matrice sparsa (i metodi numerici per la soluzione di equazioni formate da matrici sparse sono generalmente molto efficienti).